# Hideki Matsuda
Hideki Matsuda (japanisch 松田 英樹 Matsuda Hideki; * 2. September 1981 in der Präfektur Gifu) ist ein ehemaliger japanischer Fußballspieler.

## Karriere
Matsuda erlernte das Fußballspielen in der Schulmannschaft der Kakamihara High School. Seinen ersten Vertrag unterschrieb er 2000 bei den Montedio Yamagata. Der Verein spielte in der zweithöchsten Liga des Landes, der J2 League. Für den Verein absolvierte er 25 Spiele. Danach spielte er bei den Shizuoka FC, TDK, Okinawa Kariyushi FC und FC Ryukyu. Ende 2012 beendete er seine Karriere als Fußballspieler.